# Kanton Riez
Riez is een kanton van het Franse departement Alpes-de-Haute-Provence. Het kanton maakt deel uit van de arrondissementen  Digne-les-Bains, Castellane en Forcalquier.

## Gemeenten
Het kanton Riez omvatte tot 2014 de volgende 9 gemeenten:
- Allemagne-en-Provence
- Esparron-de-Verdon
- Montagnac-Montpezat
- Puimoisson
- Quinson
- Riez (hoofdplaats)
- Roumoules
- Sainte-Croix-du-Verdon
- Saint-Laurent-du-Verdon

Na de herindeling van de kantons bij decreet van 24 februari 2014, met uitwerking op 22 maart 2015, omvat het kanton volgende 26 gemeenten:
- Barrême
- Beynes
- Blieux
- Bras-d'Asse
- Le Castellet
- Le Chaffaut-Saint-Jurson
- Châteauredon
- Chaudon-Norante
- Clumanc
- Entrevennes
- Estoublon
- Majastres
- Mézel
- Moustiers-Sainte-Marie
- La Palud-sur-Verdon
- Puimichel
- Puimoisson
- Riez
- Roumoules
- Saint-Jacques
- Saint-Jeannet
- Saint-Julien-d'Asse
- Saint-Jurs
- Saint-Lions
- Senez
- Tartonne